# Trebeša vas
Trebeša vas (nemško Treffelsdorf) je naselje v Občini Gospa Sveta v Okraju Celovec-dežela na Koroškem v Avstriji.